# FOD (groupe)
Pour les articles homonymes, voir FOD.
FOD, stylisé F.O.D., est un groupe de punk rock belge, originaire d'Anvers, en Région flamande. Le label indépendant Suburban Records réfère le groupe comme « le vrai nom de la scène punk rock belge », dont « la réputation scénique n'est plus à faire ».

## Biographie

### Origines et débuts (2008–2013)
FOD est formé en 2008 comme cover band de Green Day. Ils démarrent « dans le but de jouer Dookie dans son intégralité. » Leur nom s'inspire d'ailleurs d'une chanson issue de Dookie, intitulé F.O.D. (abrégé de Fuck Off and Die...).
Après trois ans de reprise de Green Day devant plusieurs foules en Belgique et en Europe, FOD commence à écrire ses propres chansons. S'ensuit la sortie d'un premier EP, Dance to This, en 2011, suivi d'un album studio, intitulé Ontario, en 2013. Le journal Gazet van Antwerpen rapporte que seuls 1 000 exemplaires de Ontario ont été pressés. FOD participe en couverture du RMP Magazine (édition 2013 du Groezrock). Un article du journal belge Het Nieuwsblad détaille comment le premier album studio du groupe a réussi à les faire jouer dans la province de l'Ontario, au Canada.

### Tricks of the Trade(2014–2016)
Le 23 septembre 2014, FOD publie son deuxième album, Tricks of the Trade. Il est publié à l'international par quatre différents labels : Thanks But No Thanks Records, Funtime Records (Belgique), Effervescence Records (Europe), Bird Attack Records (Amérique du Nord) et Bells on Records (Japon).
FOD a tourné dans divers pays en Europe. Ils jouent dans de grands festivals comme le Groezrock (Belgique, 2013) et dans de petits festivals comme le Noeverrock (Belgique, 2013) et le Rock Over Halsteren (the Netherlands, 2014). F.O.D. has also toured some cities in Canada (Ontario, 2013).
En avril 2015, FOD joue en Espagne. En mai 2015, le groupe joue encore une fois au plus gros festival de punk rock en Europe, le Groezrock - devant plus de 35 000 visiteurs en Europe. En août 2015, ils jouent au festival slovène Punk Rock Holiday.

### Harvest(depuis 2017)
Le 7 février 2017, FOD publie un troisième album, Harvest. Comme pour son prédécesseur, il est publié aux quatre même labels : Thanks But No Thanks Records, Funtime Records (Belgique), Effervescence Records (Europe), Bird Attack Records (Amérique du Nord) et Bells on Records (Japon). Harvest, un album plus sombre, est écrit dans le cas d'un divorce. La même année, FOD est confirmé pour le Groezrock en soutien à Sum 41 au AB (Bruxelles) et continuer à jouer régulièrement au Brakrock Ecofest.

## Influences
Le style musical de FOD est largement inspiré par le punk rock des labels Fat Wreck Chords et Epitaph Records du milieu des années 1990 (comme en témoigne un documentaire sur One Nine Nine Four), un genre musical appelé skate punk. Le magazine alternatif espagnol Big Bombo décrit F.O.D. comme un groupe dont le style « rappelle à l'auditeur Green Day à ses débuts » et « qui reste clairement punk mélodique dans la veine de Lagwagon, Bad Religion et The Offspring. »

## Membres
- Hans Roofthooft - guitare, chant
- Stijn de Waele - chœurs
- Pierre Janssens - basse
- Lode de Feyter - batterie

## Discographie
- 2011 : Dance to This (EP)
- 2013 : Ontario
- 2014 : Something More (7")
- 2014 : Tricks of the Trade
- 2017 : Harvest